# محمد العروش
محمد العروش (انگلیسی: Mohamed El Arouch؛ زادهٔ ۶ آوریل ۲۰۰۴) بازیکن فوتبال است.
وی همچنین در تیم‌های ملی فوتبال زیر ۱۶ سال فرانسه، زیر ۱۸ سال فرانسه، و زیر ۱۹ سال فرانسه بازی کرده‌است.